# Cangkingan
Cangkingan is een bestuurslaag in het regentschap Indramayu van de provincie West-Java, Indonesië. Cangkingan telt 5891 inwoners (volkstelling 2010).